# 皮德蓋齊 (舒姆西克區)
49°58′30″N 25°53′11″E / 49.97500°N 25.88639°E
皮德蓋齊（烏克蘭語：Підгайці），是烏克蘭的村落，位於該國西部捷爾諾波爾州，由克列梅涅茨區負責管轄，處於戈林卡河畔，始建於1850年，面積4.75平方公里，2001年人口530。